# Golden Globe per il miglior interprete debuttante
Il Golden Globe per il miglior interprete debuttante venne assegnato all'interprete debuttante dalla HFPA (Hollywood Foreign Press Association). È stato assegnato solo due volte, nel 1951 e nel 1982.

## Vincitori e candidati
L'elenco mostra il vincitore di ogni anno, seguito dagli interpreti che hanno ricevuto una candidatura. Per ogni interprete viene indicato il film che gli ha valso la candidatura (titolo italiano e titolo originale tra parentesi).

### 1950
- 1951
  - Gene Nelson - Tè per due (Tea for Two)
  - Mala Powers - Cirano di Bergerac (Cyrano de Bergerac)
  - Debbie Reynolds - Tre piccole parole (Three Little Words)

### 1980
- 1982
  - Pia Zadora - Butterfly (Butterfly)
  - Kathleen Turner - Brivido caldo (Body Heat)
  - Craig Wasson - Gli amici di Georgia (Four Friends)
  - Elizabeth McGovern - Ragtime (Ragtime)
  - Howard E. Rollins Jr. - Ragtime (Ragtime)
  - Rachel Ward - Pelle di sbirro (Sharky's Machine)